# Azghenghan
Azghenghane of Segangan  (Tamazight: ⴰⵣⵖⴰⵏⵖⴰⵏ, Arabisch: أزغنغان) is een stad in de provincie Nador in het noordoosten van Marokko. 